# Juliane Thevissen
Juliane Thevissen (* 1965 in Berlin) ist eine deutsche Filmproduzentin.

## Leben
Juliane Thevissen ist in Detmold aufgewachsen. Sie hat Politikwissenschaft an der FU Berlin studiert und neben dem Studium u. a. in der Redaktion der Abendschau des Sender Freies Berlin (heute Rundfunk Berlin-Brandenburg) gearbeitet.
Thevissens filmische Arbeit begann Anfang der 1990er Jahre im Produktionsbereich. Bis 2002 war sie Produktions- und Herstellungsleiterin bei deutschen und internationalen Fernseh- und Kinoproduktionen. Von 2003 bis 2009 war sie geschäftsführende Gesellschafterin und Produzentin der RheinFilm GmbH, seit 2010 ist sie Produzentin und Geschäftsführerin der thevissen filmproduktion GmbH.
Der Kinofilm Zarte Parasiten war ihr größter internationaler Erfolg und lief als Weltpremiere bei den 66. Internationalen Filmfestspielen von Venedig im Wettbewerb Orizzonte. Der historische Fernsehfilm Sternstunde ihres Lebens (2014) erhielt u. a. den Elisabeth-Selbert-Preis der Hessischen Landesregierung und den Marler Medienpreis Menschenrechte von Amnesty International.
Juliane Thevissen hat einen Sohn und lebt in Köln. Neben ihrer Tätigkeit als Produzentin engagiert sie sich in der Nachwuchsförderung und unterrichtet u. a. Kreatives Produzieren.

## Filmografie (Auswahl)
Als Produktionsleiterin
- 2001: Lammbock (Kinofilm) – Regie: Christian Zübert
- 2002: Der Kuß des Bären (Kinofilm) – Regie: Sergei Wladimirowitsch Bodrow
- 2003: Der zehnte Sommer (Kinofilm) – Regie: Jörg Grünler

Als Produzentin
- 2004: Ein Baby für Dich (Fernsehfilm) – Regie: Imogen Kimmel
- 2005: Ein Geschenk des Himmels (Fernsehfilm) – Regie: Olaf Kreinsen
- 2005: Zwei Millionen suchen einen Vater (Fernsehfilm) – Regie: Thomas Jacob
- 2007: Der Butler und die Prinzessin (Fernsehfilm) – Regie: Sibylle Tafel
- 2008: Vater aus Liebe (Fernsehfilm) – Regie: Imogen Kimmel
- 2009: Zarte Parasiten (Kinofilm) – Regie: Christian Becker & Oliver Schwabe
- 2010: Rockabilly Ruhrpott (Dokumentarfilm) – Regie: Christin Feldmann & Claudia Bach
- 2010: Weihnachten im Morgenland (Fernsehfilm) – Regie: Martin Gies
- 2012: Geliebtes Kind (Fernsehfilm) – Regie: Sylke Enders
- 2012: Eisheimat (Dokumentarfilm) – Regie: Heike Fink
- 2014: Sternstunde ihres Lebens (Fernsehfilm) – Regie: Erica von Moeller

## Auszeichnungen
- Elisabeth-Selbert-Preis der Hessischen Landesregierung 2015 für Juliane Thevissen[3]
- Marler Medienpreis Menschenrechte in der Kategorie Film 2015 für Sternstunde ihres Lebens
- Publikumspreis Reykjavík International Film Festival 2013 für Eisheimat
- Bester Musikfilm, 2. Platz, Kinofest Lünen 2009 für Rockabilly Ruhrpott
- DGB Filmpreis Internationales Filmfest Emden-Norderney 2015 für Sternstunde ihres Lebens
- Nominierung Deutscher Fernsehpreis in der Kategorie Bester Fernsehfilm/Mehrteiler 2007 für Der Butler und die Prinzessin[4]